# Copa Aldao 1937
La Copa Aldao 1937 fue la décima edición del torneo organizado por AFA y AUF. Enfrentó a River Plate, ganador del Campeonato de Primera División 1937; y Peñarol, ganador del Campeonato de Primera División 1937. Los rivales se repiten de la edición 1936.
Se disputó a partido único el 15 de enero de 1938 en el Estadio El Gasómetro de San Lorenzo de Almagro en Buenos Aires. El equipo argentino se hizo con el título, ganando la serie por 5 a 2. Es el primer bicampeonato a nivel internacional en la era profesional del fútbol argentino.

## Clubes clasificados
Clasificaron como campeones de 1937 en sus respectivas ligas.
| AFA (Argentina) |  | Club Atlético River Plate |  | Campeón de Primera División de Argentina (1937) |
| AUF (Uruguay)   |  | Club Atlético Peñarol     |  | Campeón de Primera División de Uruguay (1937)   |

Datos Curiosos:
- 16 de los 22 protagonistas de la anterior final estuvieron presentes, constituyendo una especie de revancha, entre las dos instituciones. El resultado fue nuevamente favorable a River Plate.

| 15 de enero de 1938 | River Plate                                                                                     | 5:2 (3:0) | Peñarol                  | Estadio El Gasómetro, Buenos Aires |  |
|                     | Eladio Vaschetto 15' · Bernabé Ferreyra 28' 44' · Adolfo Pedernera 60' · José Manuel Moreno 75' |           | Adelaido Camaití 55' 76' |                                    |  |

## Partido
| Guardameta     | Sebastián Sirni    |  |
| Defensa        | Luis Vassini       |  |
| Defensa        | Alberto Cuello     |  |
| Centrocampista | Esteban Malazzo    |  |
| Centrocampista | Aarón Wergifker    |  |
| Centrocampista | José María Minella |  |
| Delantero      | Carlos Peucelle    |  |
| Delantero      | Eladio Vaschetto   |  |
| Delantero      | Bernabé Ferreyra   |  |
| Delantero      | José Manuel Moreno |  |
| Delantero      | Adolfo Pedernera   |  |
| DT             | Emérico Hirschl    |  |

| Guardameta     | Julio Barrios      |  |
| Defensa        | Jorge Clulow       |  |
| Defensa        | Mario Barrada      |  |
| Centrocampista | Erebo Zunino       |  |
| Centrocampista | Álvaro Gestido     |  |
| Centrocampista | Raúl Rodríguez     |  |
| Delantero      | Miguel Ángel Lauri |  |
| Delantero      | Luis Mata          |  |
| Delantero      | Severino Varela    |  |
| Delantero      | Pedro Lago         |  |
| Delantero      | Adelaido Camaití   |  |
| DT             | Leonardo De Lucca  |  |

| Anotado | 15' | Eladio Vaschetto   |
| Anotado | 28' | Bernabé Ferreyra   |
| Anotado | 44' | Bernabé Ferreyra   |
| Anotado | 60' | Adolfo Pedernera   |
| Anotado | 75' | José Manuel Moreno |

| Anotado | 55' | Adelaido Camaití |
| Anotado | 76' | Adelaido Camaití |

| Guardameta     | Sebastián Sirni    |  |
| Defensa        | Luis Vassini       |  |
| Defensa        | Alberto Cuello     |  |
| Centrocampista | Esteban Malazzo    |  |
| Centrocampista | Aarón Wergifker    |  |
| Centrocampista | José María Minella |  |
| Delantero      | Carlos Peucelle    |  |
| Delantero      | Eladio Vaschetto   |  |
| Delantero      | Bernabé Ferreyra   |  |
| Delantero      | José Manuel Moreno |  |
| Delantero      | Adolfo Pedernera   |  |
| DT             | Emérico Hirschl    |  |

| Guardameta     | Julio Barrios      |  |
| Defensa        | Jorge Clulow       |  |
| Defensa        | Mario Barrada      |  |
| Centrocampista | Erebo Zunino       |  |
| Centrocampista | Álvaro Gestido     |  |
| Centrocampista | Raúl Rodríguez     |  |
| Delantero      | Miguel Ángel Lauri |  |
| Delantero      | Luis Mata          |  |
| Delantero      | Severino Varela    |  |
| Delantero      | Pedro Lago         |  |
| Delantero      | Adelaido Camaití   |  |
| DT             | Leonardo De Lucca  |  |

| Anotado | 15' | Eladio Vaschetto   |
| Anotado | 28' | Bernabé Ferreyra   |
| Anotado | 44' | Bernabé Ferreyra   |
| Anotado | 60' | Adolfo Pedernera   |
| Anotado | 75' | José Manuel Moreno |

| Anotado | 55' | Adelaido Camaití |
| Anotado | 76' | Adelaido Camaití |

|                                |
| Bandera de Argentina           |
| Campeón River Plate 2.º título |